# Den kvindelige Dæmon
Den kvindelige Dæmon er en dansk stum melodramafilm fra 1913 produceret af Nordisk Films Kompagni og instrueret af Robert Dinesen efter manuskript af Alfred Kjerulf. Filmens hovedrolle som "Den kvindelige dæmon" spilles af Lilli Beck og den mandlige hovedrolle som politiløjtnanten Oliver spilles af Robert Dinesen.
Filmen havde dansk premiere den 6. august 1913 i Panoptikon Teatret, og blev i tysktalende lande distribueret som Ein Dämon, i engelsktalende lande som Theressa, The Adventuress og i fransktalende lande som Un démon.

## Handling
Politiløjtnant Oliver, hans forlovede Mabel og vennen René kommer i kontakt med Therese – en smuk, men farlig, kvinde. Therese viser sig at være indblandet i kriminelle forhold og benytter sin tiltrækningskraft til at forføre og manipulere de tre hovedpersoner. Gennem filmen bliver hendes indflydelse årsag til moralsk og følelsesmæssig uro, hvilket fører til mistanker, jalousi og splittelse. Therese arrangerer et smykkekup, og filmen kulminerer med en vild jagt mellem vennerne, der kulminere med en eksplosion af en skorsten, hvor Therese omkommer.

## Medvirkende
- Robert Dinesen som Oliver, politiløjtnant
- Alma Hinding som Mabel, Olivers forlovede
- Alf Blütecher som René, Olivers ven
- Lilli Beck som Therese
- Carl Lauritzen